# Mu Shuangshuang
Mu Shuangshuang (Shuangliao, 7 luglio 1984) è una sollevatrice cinese.

## Carriera
Ai Mondiali di Doha del 2005 vince l'argento sollevando complessivamente 300kg come la coreana Jang Mi-ran, vincitrice dell'oro, ma arrivandole dietro a causa del minore coefficiente di peso sollevato.
Nell'ottobre 2006 bissa l'argento mondiale a Santo Domingo, sollevando ancora lo stesso peso della coreana Jand Mi-ran e venendo nuovamente penalizzata dal coefficiente di peso, due mesi dopo ai XV Giochi asiatici di Doha in Qatar stabilisce il nuovo record mondiale della categoria sollevando 139 kg. Il precedente record apparteneva alla sudcoreana Jang Mi Ran Ap che aveva sollevato 138 kg.
Il 26 settembre 2007 Mondiali di Chiang Mai stabilisce il nuovo record del mondo complessivo sollevando 139 kg nello strappo e 179 kg nello slandio per un totale di 319 kg, ma per la terza volta si classifica dietro la rivale coreana che chiude la stessa misura con un tentativo in più della cinese.

## Palmarès
- Mondiali

2005 - Doha: argento nella categoria oltre i 75kg.
2006 - Santo Domingo: argento nella categoria oltre i 75kg.
2007 - Chiang Mai: argento nella categoria oltre i 75kg.
- Giochi asiatici

2005 - Doha: oro nella categoria oltre i 75kg.